# La Reine du bal
Pour les articles homonymes, voir Teen Spirit (homonymie).
 (juillet 2011).
Si vous disposez d'ouvrages ou d'articles de référence ou si vous connaissez des sites web de qualité traitant du thème abordé ici, merci de compléter l'article en donnant les références utiles à sa vérifiabilité et en les liant à la section « Notes et références ».
Pour plus de détails, voir Fiche technique et Distribution.
La Reine du bal (Teen Spirit) est un téléfilm dramatique américain réalisé par Gil Junger et diffusé le 7 août 2011 sur la chaîne ABC Family, et en France le 9 janvier 2013 sur la chaîne M6.

## Synopsis
Reine des pestes du lycée, Amber Pollock vient juste d'être couronnée reine de la promo lorsqu'elle meurt électrocutée. Au moment de son passage vers l'Au-delà, pour avoir une chance d'échapper à l'enfer, elle est mise à l'épreuve et a sept jours pour transformer Lisa Sommers, la fille la moins populaire du lycée, en nouvelle reine de la promo. En apprenant qu'elle était détestée de son vivant, Amber s'acquitte de sa mission et transforme Lisa en jolie fille populaire, amoureuse du beau Nick. Très vite, l'élève dépasse le maître, Lisa en vient à délaisser ses amis et devient comme Amber. Cette dernière s'en rend compte et fait machine arrière. Lisa proteste mais finit par réaliser ce qu'elle est devenue et abandonne sa couronne.

## Fiche technique
- Musique : Tonight Tonight Hot Chelle Rae
- Production : Steven Gary Banks, James Middletown et Robert F. Phillips
- Sociétés de distribution : EUE/Screen Gems Studios
- Langue : anglais

## Distribution
- Lindsey Shaw (VF : Audrey Sablé) : Lisa Sommers
- Cassie Scerbo : Amber Pollock
- Chris Zylka : Nick Ramsey
- Elena Varela : Tante Marielle
- Lucius Baston : Principal Richardson
- Andrea Powell (VF : Danièle Douet) : Gillian
- Rhoda Griffis (VF : Pauline Larrieu) : Vesper
- Carissa Capobianco (arz) (VF : Julia Boutteville) : Paisley
- Gabriela Lopez (VF : Maïa Michaud) : Carlita
- Katie Sarife (VF : Victoria Grosbois) : Selena
- Ben Winchell (en) : Aiden
- Travis Quentin Young (VF : Benjamin Bollen) : Colin
- Cree Ivey : Clementine
- Katrina Rose Tandy : Dakota
- Paras Patel : Raj
- Cullen Moss : Faline
- Allen Williamson : Brandon

## Accueil
Le téléfilm a été vu par 1,887 million de téléspectateurs lors de sa première diffusion.